# Bogomilen

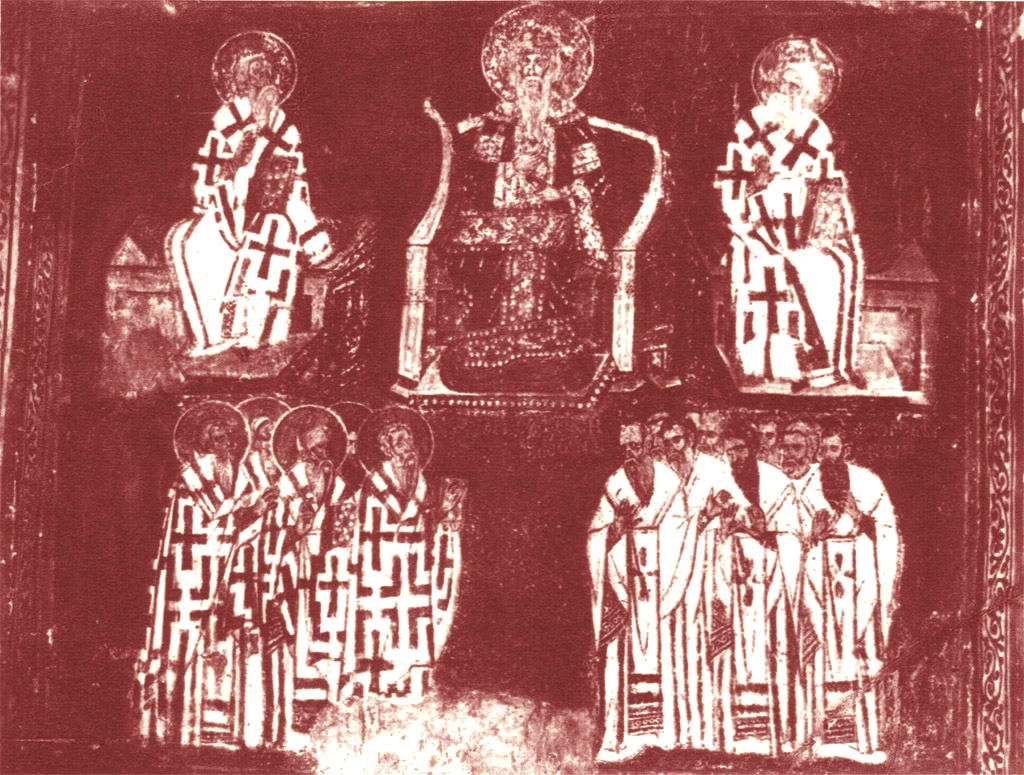
Konzil des Serbenkönigs Stefan Nemanja gegen die Bogomilen Ende des 12. Jahrhunderts; Fresko von 1290

Die Bogomilen (auch Bogumilen; slawisch für „Gottesfreunde“) waren eine streng asketisch lebende christliche Religionsgemeinschaft mit einem doketistischen, dualistischen Lehrsystem. Ihre Mitglieder glaubten u. a. an einen mächtigen Teufel als Gegenspieler Gottes. Die Bogomilen lehnten die Sakramente, die Taufe und die Verehrung von Ikonen ab.
Der Name der Bewegung ist möglicherweise auf einen legendarischen bulgarischen Dorfpfarrer namens Bogomil zurückzuführen (auch Bogumil, von bulgarisch Богомил „Gottlieb“, aus бог bog „Gott“ und мил mil „lieb“) beziehungsweise auf die zu dieser Zeit herkömmliche slawische Weiheformel Bog milui „Gott erbarme dich“.
Die Bewegung der Bogomilen breitete sich vom 10. bis 15. Jahrhundert von Bulgarien, im byzantinischen Kaiserreich, in den anderen Balkanländern und in Russland aus. Durch den regen Austausch über Kreuzfahrer, Kaufleute und Wanderprediger im 12. Jahrhundert kamen die dualistisch-religiösen Gemeinden im Osten mit entsprechenden Gruppen der Katharer und Patarener in West- und Mitteleuropa in Kontakt. Überlieferungen zufolge nahm ein Bischof der Bogomilen, Niketas, an der Katharer-Synode 1167 in Saint-Félix-de-Caraman teil.
Angebliche direkte Verbindungen zur mittelalterlichen Bosnischen Kirche werden von der neueren Geschichtsforschung bestritten.
Der Lehrgehalt weist über den persönlichen Anteil des Priesters Bogomil hinaus auf den Ursprung aus dem älteren Dualismus der Manichäer und Paulikianer hin. Daneben sind anschauliche Mythen des bulgarisch-slawischen Volksglaubens und Inhalte von apokryphen Texten zu finden.
Der Bogomilismus entwickelte sich seit dem 11. Jahrhundert in radikale und gemäßigte Richtungen. Die dualistische Grundposition führte zur Dämonisierung der materiellen Welt, zur Ablehnung von Teilen des Alten Testaments sowie der Bilderverehrung, des üblichen Gottesdienstes, der meisten Sakramente und religiösen Symbole sowie der Hierarchie in der Kirche. Dies brachte die Bogomilen in Konflikte mit den Großkirchen und auch mit Staat und Gesellschaft.

## Historischer Hintergrund
Während sich der Katharismus in Westeuropa im Umfeld einer jahrhundertealten christlichen Tradition und vor dem Hintergrund einer Krise der römisch-katholischen Kirche entwickelte, entstand der Bogomilismus im Rahmen der Christianisierung Osteuropas, vor allem unter dem Einfluss der byzantinischen Kirchen. Unter den sehr unterschiedlichen Völkern im Osten fiel die Gründung von fürstlichen Staaten mit der Annahme des Christentums zusammen.
Der Westen Europas hatte sich an der Mittelmeerküste trotz des Untergangs des römischen Imperiums weiterhin urban entwickelt. In diesem Umfeld hatten die Katharer ihre Basis, während die Bogomilen ursprünglich in der Bauernschaft wurzelten.
Während der Katharismus sich in Opposition zur bestehenden Kirche bildete, ist es nicht ausgeschlossen, dass der Bogomilismus als eine der zeitgleich sich verbreitenden ‚Glaubensvarianten‘ entstand.

### Südlicher Balkan
Der Entstehung des Bogomilismus in der südlichen Balkanregion vorausgegangen war die Einwanderung 

„turanischer Nomaden aus Zentralrußland, die hier im späten 7. Jahrhundert ein Khanat errichteten. Zwei Jahrhunderte später war die bulgarische herrschende Klasse slawisiert und herrschte über ein mächtiges Reich, das ein weit bis ins westliche Makedonien reichendes Gebiet, kontrollierte. Nach einer Reihe von langen militärischen Kämpfen mit Byzanz wurde der bulgarische Staat von Johannes Tzimiskes und Basilios II. überwältigt und war von 1018 an für einhundertfünfzig Jahre Bestandteil des griechischen Reichs.“

Der byzantinische Staat war jedoch nach dieser Eroberung nicht mehr stark genug, die unterworfenen Stammesvölker zu integrieren und so musste den Bulgaren, die „als erste Barbaren konvertierten, ein autonomes orthodoxes Patriarchat gewährt werden, was gleichbedeutend mit einer unabhängigen ‚nationalen‘ Kirche war.“
In diesem Zeitraum der Auseinandersetzung mit Byzanz und des damit verbundenen Einflusses der orthodoxen Kirche entstand laut Überlieferung auch die bogomilisch-christliche Glaubensrichtung.
„Die erste eindeutig radikale religiöse Bewegung des christlichen Europas, der Bogomilismus, entstand nun: Ausdruck des bäuerlichen Protests gegen die enormen Kosten der Kriege Simeons und gegen die gesellschaftliche Polarisierung, die mit ihnen einhergegangen war.“
Ein orthodoxer Priester der Zeit fasste Bogomilis Soziallehren so zusammen: „Sie lehren ihr eigenes Volk, ihren Herren nicht zu gehorchen, sie schmähen die Reichen, hassen den Zar, lachen über die Älteren, verdammen die Bojaren, betrachten als nichtswürdig vor den Augen Gottes die dem Zar dienen und verbieten jedem Diener, für seinen Herrn zu arbeiten.“
Während der byzantinischen Kolonisierung und der Einrichtung der ‚nationalen‘ Kirche schwächte sich der Bogomilismus ab, doch die mit der Besetzung verbundenen sozialen Auswirkungen: eine rasche Ausdehnung der großen Güter mit der Folge, dass „immer mehr vormals freie Bauern auf den abhängigen Status der paroikoi herab(sanken), während gleichzeitig die Sklaverei durch die Versklavung von Kriegsgefangenen erweitert wurde, führten durch eine rasche Ausdehnung großer Güter […] zum Wiederaufleben des Bogomilismus und zu Volksaufständen [1186], die das Ende der byzantinischen Herrschaft bewirkten.“
Ein Zweites Bulgarisches Reich wurde errichtet, dessen Zar Ioannitsa (Kalojan) im frühen 13. Jahrhundert Erfolge „gegen Byzanz errang, aber innerhalb eines Jahrzehnts war dieser erweiterte Staat unter dem Angriff der Mongolen zerfallen.“
Nach dem Mongolensturm erholte sich Bulgarien nicht wieder und „im frühen 14. Jahrhundert gab der Verfall von Bulgarien und Byzanz Serbien die Möglichkeit, die Vorherrschaft auf dem Balkan zu erringen.“

### Nördlicher Balkan
Im Norden des Balkans, wohin der Bogomilismus ebenfalls gelangt war, gewann im späteren 12. Jahrhundert das serbische Königreich die Oberhand, dessen Großžupan Stefan Nemanja vom Papst die Königskrone erhielt. Daraufhin deklarierte ein Konzil in Serbien Ende des 12. Jahrhunderts den Bogomilismus als Häresie und vertrieb die Gemeinden aus dem Land, die nach Bosnien und auch Dalmatien übersiedelten.
Papst Innozenz III. versuchte mit Hilfe des ungarischen Königs vergeblich, Kulin zur Anerkennung der katholischen Kirche zu zwingen. Nach dem Tod Kulins 1216 schlug ein weiterer Versuch fehl. 1234 rief Papst Gregor IX den ungarischen König zu einem Kreuzzug gegen die bosnischen Ketzer auf. Die bosnischen Adligen vertrieben jedoch die Ungarn.
Der Vorgang wird bestätigt von Michel Roquebert: „Am Ende des 12. Jahrhunderts rief Kulin, der Ban von Bosnien, [den Bogolismus] sogar zur Staatsreligion aus. Trotz des auf Befehls des Papstes vom ungarischen König geführten Kreuzzuges konnte er sich hier behaupten.“ Der Bogomilismus hielt sich in Bosnien noch über 200 Jahre.
Im frühen 14. Jahrhundert hatte der serbische Herrscher Stephan Dušan sein Reich über den ganzen Balkan bis Thessalien ausgedehnt, doch in Folge der Überdehnung und seiner schwachen organisatorischen und politischen Strukturen zerfiel es nach dem Tod des Herrschers „wieder in die Gebiete von zankenden Despoten und geteilten Apanagen. […] In der zweiten Hälfte des 14. Jahrhunderts war fünfzig Jahre lang Bosnien an der Reihe, die Vorherrschaft innezuhaben: aber der bogomilische Glaube dieser Dynastie und die Wählbarkeit seiner Monarchie hinderten diesen gebirgigen Vorposten daran, seinem Vorgänger, dem serbischen Reich, nachzueifern. […] Der Wettstreit zwischen Byzanz, Bulgarien und Serbien endete […] am Ende des 14. Jahrhunderts in einem allgemeinen Rückschlag und Verfall.“
Hinzu kam die „große Pest“, die „zwischen 1348 und 1450 in einer ohnehin schwach bevölkerten Region [auf dem Balkan] eine Gesamtabnahme der Einwohnerzahl von 6 Millionen auf 4,5 Millionen“ mit sich brachte.
Das 14. Jahrhundert war – im Rahmen der allgemeinen Depression in ganz Europa – auf dem Balkan ein Jahrhundert sozialer Revolten auf dem Lande und an der Adria auch des städtischen Aufruhrs. „In Bosnien, wo die bogomilische Bauernschaft von der katholischen Kirche als Patarener-Ketzer besonders verfolgt und an Sklavenfangtruppen der venetianischen und ragusischen Kaufleute ausgeliefert worden war, hießen die ländlichen Massen und Teile des lokalen Adels die türkische Herrschaft willkommen und konvertierten schließlich großenteils zum Islam. […] Die türkische Eroberung, die die Großgrundbesitzer eliminierte, war in gewisser Hinsicht eine ‚Befreiung der Armen‘“.
„Erst mit den Eroberungszügen der Türken, die 1463 begannen und 1481 zu Ende gingen, verschwand der Bogomilismus vom Balkan.“

## Verbreitung und Einflussnahme
Roquebert geht davon aus, dass „sich der Bogomilismus von Bulgarien bis nach Westmakedonien und die Peloponnes aus(breitete); im Osten erreichte er Philadelphia in der heutigen Türkei, im Westen Dalmatien und Bosnien. […] Die Tatsache, daß Wanderprediger, die die wichtigsten Handelsstraßen benutzten – die Täler des Po, der Rhône, des Rheins –, den Bogomilismus vom Balkan aus verbreiteten, will nicht besagen, daß es nicht auch im Abendland spontane Bildungen von dualistischen Zentren gegeben hätte.“
Nach Roquebert ist eine erste „häretische Welle“ für das erste Drittel des 11. Jahrhunderts bezeugt: Vertus in der Champagne um das Jahr 1000, Toulouse 1017, Orléans 1022, Monteforte in Italien 1034. Dies sind Daten, in denen sich der Bogomilismus ebenfalls gerade erst bildete. „Von 1050 bis 1100 beobachtet man [im Westen] einen merklichen Rückgang, der mit den Erfolgen der Gregorianischen Reform zusammenfällt.“
Die zivilisatorischen Voraussetzungen in West und Ost sowie die Gleichzeitigkeit der Entstehung der jeweiligen Zentren und Forschungen zum Katharismus legen nahe, dass es eine übergreifende Attraktivität dualistischer Lehren und einen gewissen Austausch unter den Gläubigen gab. Jedoch lässt sich eine ursächliche Entstehung der westlichen Häresien aus dem Bogomilismus nicht nachweisen. Laut Roquebert besitzen die Lehren einen "universellen Charakter" und "europäische Tragweite", jedoch müssen sie sich nicht zwangsläufig infolge räumlicher Abfolgen entwickeln, sondern eher eine Gleichzeitigkeit der Entstehung aufweisen. Nach Roquebert halten es die Forscher für praktisch erwiesen, dass der bulgarische Bogomilismus und der Katharismus "ein und dieselbe Religion sind" aufgrund der Ähnlichkeiten der Lehre und der kirchlichen Organisation in den fünf okzitanischen Diözesen, den sechs norditalienischen Bistümern und den vier auf dem Balkan bekannten bogomilischen Diözesen.
Nachgewiesen ist die Übernahme einer Schrift – „Das heimliche Abendmahl, oder Befragung des Johannes –, ein Text, der den Katharern in Italien und im Languedoc um 1190 von den Bogomilen übermittelt worden war.“